# Cooking Vinyl
Cooking Vinyl — британський лейбл звукозапису, створений 1986 року.
Компанія Cooking Vinyl була заснована Мартіном Голдшмідтом та Пітом Лоуренсом 1986 року в Лондоні. Одним з перших релізів, що вийшли на новоствореному лейблі, був альбом кантрі-співачки Мішель Шокед Texas Campfire Tapes. Серед інших артистів, чиї записи виходили на лейблі протягом 1980-1990-х років — британські музиканти Берт Дженш, Біллі Брегг, Річард Томпсон, Іен Маккаллох, американці Боб Моулд, Раян Адамс та гурт The Minus 5, канадець Брюс Кокберн.
На початку 2000-х років для розповсюдження релізів Cooking Vinyl було підписано контракт із нью-йоркським інді-лейблом Spinart (в США) та лейблом Tone-Cool Records (в інших країнах). Окрім цього, Cooking Vinyl досягли угоди про розповсюдження цифрової музики з онлайн-магазином eMusic та файлообмінною мережею Kazaa. Пізніше компанія заснувала власний підрозділ Uploader для поширення музики онлайн, який було продано альянсу IODA, та відділення Essential Music для незалежної дистриб'юції музики, що 2016 року придбав медіагігант Sony.